# O północy (singel Wersow)
O północy – singel polskiej influencerki Wersow wydany 5 sierpnia 2023.
Nagranie otrzymało w Polsce status złotej płyty 13 grudnia 2023.
Oryginalny teledysk singla zdobył ponad 8 milionów wyświetleń w serwisie YouTube (marzec 2024) oraz prawie 8 milionów odsłuchań w serwisie Spotify (marzec 2024).

## Nagrywanie
Utwór został wyprodukowany przez Piotra Zborowskiego. Za mix/mastering odpowiada Hotel Torino. Za realizację utworu odpowiada Damian Skoczyk. Tekst do utworu został napisany przez Weronikę Sowę, Marissę, Carlę Fernandes, Frana Bo oraz Patryka Kumóra. Za kompozycję utworu odpowiadają: Piotr Zborowski, Carla Fernandes, Marissa i Dominic Buczkowski-Wojtaszek.

## Twórcy
- Weronika Sowa – wokal, tekst
- Piotr Zborowski – produkcja, kompozycja
- Carla Fernandes –  tekst, kompozycja
- Marissa – tekst, kompozycja
- Dominic Buczkowski-Wojtaszek – kompozycja
- Fran Bo – tekst
- Patryk Kumór – tekst
- Damian Skoczyk – realizacja utworu

## Teledysk
Do utworu powstał teledysk, który udostępniono w dniu premiery singla za pośrednictwem serwisu YouTube.

## Certyfikaty i sprzedaż
| Kraj          | Certyfikat  | Sprzedaż |
| ------------- | ----------- | -------- |
| Polska (ZPAV) | złota płyta | 25 000+  |